# Jabłonka (Krojanty)
Jabłonka – kolonia wsi Krojanty w Polsce, położona w województwie pomorskim, w powiecie chojnickim, w gminie Chojnice, przy stacji kolejowej PKP Krojanty na trasie linii kolejowej Chojnice-Starogard Gdański-Tczew, znajduje się w odległości 1,5 kilometra na zachód od wsi Krojanty. Wchodzi w skład sołectwa Krojanty.
W latach 1975–1998 Jabłonka administracyjnie należała do województwa bydgoskiego.